# Malmö AS
Malmö AS – szwedzki klub szachowy z siedzibą w Malmö, mistrz kraju z 2018 roku.

## Historia
Klub powstał 28 lipca 1922 roku z inicjatywy Simona Krenziskyego. Początkowo funkcjonował pod nazwą Malmö Arbetarschackklubb, później zmieniono jego nazwę na Malmö Allmänna Schackklubb. Na początku lat 70. zawodnikiem Malmö AS był Jerzy Lewi. W 1972 roku klub awansował do fazy finałowej mistrzostw Szwecji. Rok później spadł z Division I. W 1974 roku klub awansował do Division I, a po jednym sezonie spadł do Division II i uczestniczył w tej lidze do sezonu 1980/1981, kiedy ponownie awansował. W 1982 roku zespół spadł do Division II, a rok później – do Division III. W sezonie 1983/1984 zespół powrócił do drugiej ligi. W sezonie 1986/1987 klub występował w Division I, następnie spadł.
Po reformie rozgrywek w 1987 roku klub występował w Division I (drugi poziom), z którego spadł w sezonie 1987/1988. Następnie zespół uczestniczył w Division II, w 1995 roku na jeden sezon awansował do drugiej ligi, po czym spadł. W 1999 roku Malmö AS ponownie awansował do Division I. W 2002 roku nastąpił spadek do Division II. W sezonie 2002/2003 zespół awansował na drugi poziom rozgrywek. W 2006 roku klub zmienił nazwę na Team Malmö. W sezonie 2006/2007 wskutek utworzenia Superettan zespół spadł na trzeci poziom rozgrywek. W sezonie 2009/2010 zespół awansował do Superettan, z której spadł w kolejnym sezonie. W 2011 roku klub wrócił do pierwotnej nazwy. W 2015 roku klub uzyskał awans do Superettan. Rok później zespół awansował do Elitserien, a jego skład stanowili wówczas m.in. Baadur Dżobawa, Lars Schandorff, Sune Berg Hansen i Ulf Andersson. W sezonie 2016/2017 zespół zajął piąte miejsce w Elitserien. W sezonie 2017/2018 Malmö AS zdobył mistrzostwo kraju. W kadrze drużyny znajdowali się wówczas m.in. Baadur Dżobawa, Nils Grandelius, Georg Meier, Lewan Panculaia, Sune Berg Hansen, Tiger Hillarp Persson, Daniel Semcesen, Ulf Andersson, Pontus Carlsson i Lars Schandorff. Klub nie przystąpił do obrony tytułu mistrzowskiego w sezonie 2018/2019, wystawiając pierwszy zespół w Division I.

## Arcymistrzowie w historii klubu
- Ulf Andersson[24]
- Pontus Carlsson[27]
- Baadur Dżobawa[24]
- Nils Grandelius[27]
- Sune Berg Hansen[24]
- Tiger Hillarp Persson[29]
- Miroslav Marković[29]
- Georg Meier[29]
- Lewan Panculaia[27]
- Lars Schandorff[30]
- Daniel Semcesen[27]